# Xã Coolidge, Quận Hamilton, Kansas
Xã Coolidge (tiếng Anh: Coolidge Township) là một xã thuộc quận Hamilton, tiểu bang Kansas, Hoa Kỳ. Năm 2010, dân số của xã này là 149 người.